# جاكوب وارد
جاكوب وارد (بالإنجليزية: Jacob Ward)‏ هو صحفي أمريكي، ولد في 1974.